# Spectrum Center
La Spectrum Center (localmente nota anche come The Uptown Arena o, originalmente come, Charlotte Bobcats Arena e Time Warner Cable Arena) è un palazzetto per lo sport e intrattenimento situato nel centro di Charlotte, North Carolina. Principalmente viene utilizzata per le partite dei Charlotte Hornets di NBA. Venne inaugurata nell'ottobre 2005 da un concerto dei Rolling Stones e ha ospitato la prima partita degli allora Bobcats il 5 novembre 2005.
L'arena ha ospitato anche le partite dei Charlotte Checkers, squadra della AHL, seconda lega professionistica nordamericana.